# Eucalyptus pilularis
Espèce
Classification phylogénétique
Eucalyptus pilularis, appelé communément gommier pilularis, est une espèce de plantes à fleurs du genre Eucalyptus et de la famille des Myrtaceae. C'est un arbre originaire d'Australie.

## Description
Eucalyptus pilularis est un grand arbre pouvant atteindre 70 m de haut et un diamètre de coffre de 4,1 m. L'écorce reste sur tout le tronc, est gris-brun et fibreuse. Dans les parties supérieures de l'arbre, elle est blanche à grise et se décolle en longues bandes. L'écorce des petites branches est verte. Il n'y a pas de glandes à huile dans la moelle des jeunes branches ou dans l'écorce.
Eucalyptus pilularis est hétérophylle. Sur les jeunes spécimens, les feuilles sont sédentaires, larges à lancéolées et vert terne. Chez les spécimens d'âge moyen, les feuilles ont une longueur d'environ 17 cm et une largeur d'environ 4 cm également larges à lancéolées, droites et vert terne. Chez les adultes, les feuilles sont divisées en pétiole et en limbe. Son pétiole mesure de 10 à 20 mm de long. La feuille en dessus et en dessous de la même couleur vert brillant a une longueur de 9 à 16 cm et une largeur de 1,5 à 3 cm, est lancéolée, relativement épaisse, droite, a une base de limbe et une extrémité supérieure pointue. Les nerfs latéraux sublimes partent à des intervalles moyens à un angle aigu du nerf central. Les cotylédons sont en forme de rein.
Environ sept à quinze fleurs ensemble se tiennent dans une inflorescence simple sur une tige d'une longueur de 10 à 17 mm et un diamètre allant jusqu'à 3 mm en section étroite, aplatie ou tranchante. Les tiges florales mesurent de 3 à 6 mm de long et sont rondes. Les boutons floraux non-bleu-vert farinés ou dépolis ont une forme de massue ou de fuseau d'une longueur de 7 à 10 mm et d'un diamètre de 3 à 5 mm. Les sépales forment un calyptre, qui reste jusqu'à l'anthèse. Le calyptre lisse est conique ou en forme de bec, deux à trois fois plus long que l'hypanthium et aussi large que celui-ci. Les fleurs sont blanches ou blanc crème.
Le fruit pédonculé est sphérique, hémisphérique ou ovale avec une longueur de 6 à 11 mm et un diamètre de 7 à 11 mm et quadruplé. Le disque est plat ou dentelé, les compartiments à fruits sont entourés ou au niveau de la marge.

## Répartition et habitat
Eucalyptus pilularis se trouve dans les forêts sclérophylles humides ou côtières herbeuses, au nord d'Eden, sur la côte sud de la Nouvelle-Galles du Sud jusqu'au sud-est du Queensland ; l'étendue latitudinale est de 37,5 à 25,5 degrés au sud de l'équateur. Habituellement observé à des altitudes basses et moyennes, il pousse à 800 m au-dessus du niveau de la mer près de Wauchope, où il est une espèce dominante.
Il se trouve sur des loams sableux côtiers, mais pousse aussi bien sur les argiles et les sols volcaniques. Il atteint une grande taille sur des pentes plus sèches près de la forêt tropicale. La gamme de précipitations est comprise entre 900 et 2 000 mm par an. Le climat pour une grande partie de la répartition est chaud et humide. Le minimum moyen du mois le plus froid est d'environ 5 à 10 °C et de 24 à 32 °C pour la température moyenne du mois le plus chaud. Des gelées peuvent se produire dans certains sites éloignés de la côte et à plus haute altitude.
Il constitue un élément important de la canopée de plusieurs communautés menacées, y compris la Blue Gum High Forest, les basses terres d'Illawarra et les zones boisées herbeuses.
Eucalyptus pilularis se développe avec un grand nombre d'autres types d'arbres. Dans les forêts de qualité supérieure, les espèces associées sont Eucalyptus saligna, Eucalyptus microcorys, Eucalyptus acmenoides, Eucalyptus paniculata, Eucalyptus resinifera, Eucalyptus bosistoana, Lophostemon confertus et Syncarpia glomulifera. Dans les zones plus sèches, il pousse avec des arbres tels que Corymbia maculata, Angophora costata, Eucalyptus piperita et Eucalyptus racemosa.

## Écologie
Eucalyptus pilularis fait partie de l'alimentation du koala.

## Exploitation
Eucalyptus pilularis peut faire l'objet d'une culture. Il est bien considéré par les forestiers pour la haute qualité du bois, la régénération facile et la croissance rapide. Il est résistant aux attaques du lycte brun, le bois de cœur est brun jaunâtre à brun clair. Il est exploité en Afrique.
Il sert à la fabrication de poteaux, de traverses de chemin de fer, de planchers, de charpentes de construction, de bardages, de menuiseries, de panneaux de revêtement, de meubles, de copeaux de bois et de terrasses. La densité du bois est d'environ 900 kg par mètre cube. Son bois est utilisé pour le parquet du Parliament House de Canberra.

## Arbres exemplaires
Au Middle Brother National Park, il y a deux individus sénescents. Benaroon mesure 64 m de haut et 4,1 m de diamètre à hauteur de poitrine. Bird Tree mesure 69 m de haut et 3,59 m de diamètre à hauteur de poitrine. Un arbre de 85 m de haut fut abattu près de Bulli. Les arbres de plus de 60 m ne sont pas rares dans le nord de la Nouvelle-Galles du Sud.

## Source de la traduction
- (en) Cet article est partiellement ou en totalité issu de l’article de Wikipédia en anglais intitulé « Eucalyptus pilularis » (voir la liste des auteurs).